# Kvindeskæbne
Kvindeskæbne er en dansk eksperimentalfilm fra 1973, der er instrueret af Søren Lassen. Der var tale om et forsøg på at lave en spillefilm på et ultralavt budget: 2.500 kr. + film- og udstyrsstøtte.

## Handling
Denne artikel mangler et handlingsreferat. Hjælp os med at skrive det.